# Heilfürsorge
Heilfürsorge (auch Freie Heilfürsorge) in Deutschland bezeichnet die Übernahme von Gesundheitsleistungen durch den Dienstherrn für Personen in einem öffentlich-rechtlichen Amts- oder Dienstverhältnis, die einer besonderen gesundheitlichen Gefährdung unterliegen. Die als Sachleistung gewährte Heilfürsorge gründet auf der allgemeinen Fürsorgepflicht des Dienstherrn, gehört aber, ebenso wie die in der Zweckrichtung verwandte Beihilfe, nicht zu den hergebrachten Grundsätzen des Berufsbeamtentums und kann jederzeit ohne Berührung von Art. 33 Abs. 5 Grundgesetz geändert werden.
Folgende Personengruppen erhalten Heilfürsorge, wobei Unterschiede zwischen den Ländern bestehen können:
- Polizeivollzugsbeamte der Bundespolizei (§ 70 Abs. 2 BBesG), soweit sie sich nicht unwiderruflich für Beihilfe entschieden haben,
- Polizeivollzugsbeamte in einigen Ländern (bei Beamten der Bereitschaftspolizei besteht teilweise die Pflicht, den Polizeiärztlichen Dienst aufzusuchen),
- Justizvollzugsbeamte in einigen Ländern,
- Beamte im Einsatzdienst der Berufsfeuerwehren und bei Landesfeuerwehrschulen in einigen Ländern,
- Soldaten in Form der unentgeltlichen truppenärztlichen Versorgung (siehe auch Abschnitt unten),
- Zivildienstleistende, die ihren Dienst innerhalb der Bundesrepublik verrichten (§ 35 ZDG i. V. m. § 69a BBesG).

Ein konkurrierender Anspruch auf Beihilfe tritt ggf. zurück. Der Anspruch auf Heilfürsorge erstreckt sich nicht auf Familienmitglieder. 
Nach Maßgabe des jeweils anzuwendenden Rechts übernehmen die Dienstherren im Rahmen der Heilfürsorge die Krankheitskosten grundsätzlich im Umfang des Fünften Buches Sozialgesetzbuch für die Gesetzliche Krankenversicherung.
Eine Anrechnung des wirtschaftlichen Werts von Heilfürsorgeleistungen auf die Dienstbezüge ist bei einigen Dienstherrn bereits gesetzlich ausgeschlossen. Beim Dienstherrn Bund sieht § 10 BBesG grundsätzlich vor, dass Sachbezüge unter Berücksichtigung ihres wirtschaftlichen Wertes mit einem angemessenen Betrag auf die Besoldung angerechnet werden, soweit nicht etwas anderes bestimmt ist; die erforderliche anderweitige Bestimmung muss keine gesetzliche Regelung sein.
Keine Heilfürsorge ist die Sorge für die körperliche und geistige Gesundheit des Strafgefangenen gemäß (§ 56 StVollZG).

## Soldaten
Soldaten der Bundeswehr wird „Heilfürsorge in Form der unentgeltlichen truppenärztlichen Versorgung“ gewährt (§ 69a BBesG, § 16 WSG, § 1 BwHFV). Sie dient der Erhaltung, Wiederherstellung und Verbesserung der Gesundheit der Soldaten. Kosten der Gesundheitsbehandlung werden grundsätzlich nur übernommen, wenn der Soldat eine medizinische Einrichtung der Bundeswehr aufsucht. Kann der Anspruch auf unentgeltliche truppenärztliche Versorgung nicht durch medizinische Einrichtungen der Bundeswehr (z. B. Truppenarzt) erfüllt werden, können auf Veranlassung von Ärzten oder Zahnärzten der Bundeswehr (Überweisung) oder im Notfall (§ 30 BwHFV) Erbringer medizinischer Leistungen außerhalb der Bundeswehr (z. B. niedergelassener Arzt) in Anspruch genommen und abgerechnet werden. Erkrankt ein Soldat während eines privaten Aufenthaltes im Ausland, werden die notwendigen Kosten seiner Behandlung bis zu der Höhe erstattet, wie sie entstanden wären bei einer Erkrankung im Inland (§ 23 BwHFV). 